# الراقوبة
الراقوبة بلدية في دائرة مداوروش في ولاية سوق أهراس.